# Cop Out – Geladen und entsichert
Cop Out – Geladen und entsichert ist eine US-amerikanische Action-Komödie von den Brüdern Mark und Robb Cullen. Filmstars wie Bruce Willis, Tracy Morgan, und Seann William Scott spielen die Hauptrollen. Regie führte Kevin Smith. Für ihn war es der erste Mainstream-Film, weil er den Film im Auftrag von Warner Bros. drehte. Berühmt geworden war er durch Independent-Filme wie Clerks, Dogma und Chasing Amy, bei denen er Regie geführt und auch das Drehbuch geschrieben hatte.

## Handlung
Jimmy und Paul sind New Yorker Polizisten und sorgen für Ordnung und Sicherheit. Als sie einen Drogendealer als Informant einsetzen wollen, kommt dieser dabei ums Leben. Der Mörder kann jedoch entkommen. Jimmy und Paul werden daraufhin vom Dienst suspendiert.
Um die Traumhochzeit für seine Tochter bezahlen zu können, muss sich Jimmy von seiner wertvollen Andy Pafko-Baseballsammelkarte trennen. Beim Verkauf der Karte an einen Sporthändler wird dessen Geschäft jedoch vom Kleinganoven Dave überfallen. Paul, der vermutet, dass seine Frau eine Affäre hat, merkt zunächst nichts von diesem Überfall, obwohl er während des Überfalls direkt vor dem Geschäft steht und telefoniert, da er zu sehr mit sich selbst beschäftigt ist.
Anhand der Tätowierung des Angreifers, die sich Jimmy während des Überfalls einprägen konnte, machen Jimmy und Paul anschließend das Tattoostudio ausfindig, aus dem die Tätowierung stammt. Sie verhören mit nicht ganz legalen Methoden den Tätowierer, der ihnen daraufhin von Daves nächstem Einbruchsziel berichtet. Auf diese Weise gelingt es den beiden, Dave festzunehmen, allerdings erfahren sie, dass er die Karte bereits für Drogen an den gnadenlosen Gangsterboss Poh Boy verkauft hat, der ein begeisterter Sammler von Baseball-Raritäten ist. Um die Karte von Poh Boy wiederzubekommen, gehen beide einen Deal ein. Sie müssen ein Auto wiederfinden, das Poh Boy gestohlen wurde.
Um an Informationen über den Verbleib des Autos zu kommen, schnappen sich Jimmy und Paul den „größten Autodieb in Brooklyn“, Tommy, einen 11-jährigen Jungen, auf frischer Tat. Dieser verrät ihnen, dass das Auto an einen Anwalt verkauft wurde. Jimmy und Paul fahren zu dem Anwalt und täuschen eine Geiselnahme vor. So bekommen sie von dem Anwalt den gestohlenen Mercedes. Kurz darauf werden sie von Poh Boys Männern verfolgt, können sie jedoch auf einem Friedhof abhängen, wo die Verfolger verunglücken und einer der Insassen stirbt. Statt den Wagen zu Poh Boy zu bringen, durchsuchen sie ihn und finden im Kofferraum die gefesselte und geknebelte Gabriela, eine Mexikanerin. Da sie nur Spanisch spricht, gibt es diverse Verständigungsprobleme.
Währenddessen ermitteln ihre eifrigen Kollegen Hunsaker und Mangold in der Drogenszene. Sie entdecken, dass der Tote auf dem Friedhof – Poh Boys kleiner Bruder – eine auf Paul registrierte Waffe bei sich hatte. Um dies Jimmy mitzuteilen, bitten sie ihn um ein Treffen. Paul soll in dieser Zeit auf Gabriela aufpassen. Weil sie ihn mag, aber mit ihrer Anwesenheit in Gefahr bringt, flüchtet sie unbemerkt, hinterlässt jedoch einen USB-Stick mit Informationen über die Lieferanten von Poh Boys Konkurrenten. Jimmy und Paul erkennen, dass nicht Gabriela, sondern der Stick das Ziel Poh Boys ist.
Während der Beerdigung von Poh Boys kleinem Bruder wollen Jimmy und Paul in dessen Haus einbrechen und die Sammelkarte stehlen. Dazu holen sie Dave aus dem Gefängnis. Dieser soll mit seinen Fähigkeiten im Parkour in ein offenes Fenster im 1. Stock einsteigen, rutscht jedoch ab, schlägt mit dem Kopf auf und stirbt. Jetzt bleibt Jimmy nichts anderes übrig, als selbst einzusteigen. Während er im Haus ist, kommt Poh Boys Bande von der Beerdigung zurück. Sie haben Gabriela dabei. Paul, der im Wagen wartet, bekommt davon nichts mit, weil er sich ein Video aus seinem Schlafzimmer anschaut, mit dem er seine Frau überwacht.
Mangold und Hunsaker beschließen währenddessen, Poh Boy zu verhören. Jimmy und Paul können indessen den größten Teil von Poh Boys Bande zu einem fingierten Austauschort (Gabriela und die Karte gegen den Stick) locken. Inzwischen kommen Mangold und Hunsaker zu Poh Boys Haus. Dort kommt es zu einer Schießerei, bei der Hunsaker und Paul angeschossen werden. Poh Boy und seine Männer werden getötet und Gabriela befreit.
Jimmy untersucht Poh Boys Leiche. Paul prahlt damit, Poh Boy direkt ins Herz geschossen zu haben. In der Brusttasche findet Jimmy die Karte – mit einem glatten Durchschuss.
Zum Schluss findet die Hochzeit von Jimmys Tochter statt. Die Kosten hat ihr Stiefvater übernommen. Seine Ex-Frau bittet Jimmy, seine Tochter gemeinsam mit deren Stiefvater zum Altar zu führen. Dies kann Paul jedoch verhindern und so übergibt Jimmy seine Tochter allein dem Bräutigam.
In einer Szene im Abspann wird die vermeintliche Leiche von Dave in einen Kühlraum gebracht. Dort macht er sich bemerkbar und wird von der erschrockenen Obduktionsassistentin aus dem Leichensack befreit.

## Hintergrund
Die Dreharbeiten zum Film fanden zwischen Mai und August 2009 in New York statt. Das Budget des Films wurde auf rund 37 Millionen US-Dollar geschätzt. Bereits am ersten Wochenende konnte der Film in US-amerikanischen Kinos über 18 Millionen US-Dollar einspielen. Die Einnahmen in den USA beliefen sich auf über 44,8 Millionen US-Dollar. Weltweit erzielte der Film im Jahr 2010 rund 55 Millionen US-Dollar.
In Griechenland war der Film am 25. Februar 2010 zu sehen. In den Vereinigten Staaten und Kanada wurde der Film am 26. Februar 2010 uraufgeführt. In Deutschland und der Schweiz erfolgte die Erstaufführung am 15. April 2010, in Österreich einen Tag später.
Für Regisseur Kevin Smith war es nicht nur der bisher kommerziell erfolgreichste, sondern gleichzeitig auch der erste Film seiner Karriere, dessen Drehbuch er nicht selbst schrieb. Das Drehbuch wurde 2008 in der „Black List“ geführt, einer Liste der besten, bislang nicht umgesetzten Drehbücher.
Kevin Smith erklärte in mehreren Interviews und bei Liveauftritten, dass er mit Bruce Willis nicht zurechtkam. Ihn störte sowohl seine Überheblichkeit, als auch die Tatsache, dass ihn der Film nicht interessierte.

## Soundtrack
Kevin Smith wünschte sich Harold Faltermeyer als Komponist des Soundtracks, da er der Meinung war, dass der als Hommage an die Kriminalkomödien der 1980er Jahre angelegte Film einen der prominentesten Filmmusiker dieses Genres benötige. Obwohl Faltermeyer sich bereits im Ruhestand befand, schloss er sich dem Filmprojekt an, nachdem er einen ersten Rohschnitt des Films zu sehen bekam.

## Rezeption
Der Film bekam überwiegend schlechte Kritiken. Auch wenn wohlwollend anerkannt wurde, dass der Film eine Hommage an die Buddy Movies der 1980er Jahre darstellt, wurde jedoch auch der „derbe“ und „zotige“ Humor betont.

„Nach den etwas anderen Buddy-Movies Jay und Silent Bob schlagen zurück und Zack & Miri Make A Porno präsentiert Kevin Smith diesmal ein ganz und gar klassisches: weißer Cop/schwarzer Cop, ‚good‘ Cop/‚bad‘ Cop, junger Cop/alter Cop. Erwartungsgemäß nimmt Smith dabei alle möglichen anderen (Polizei-)Filme auf die Schippe und spult einen Gag nach dem anderen ab. Leider sind diese nur selten lustig und machen die insgesamt verzichtbare Vorstellung kaum interessanter.[…] (Bruce) Willis sah während einer Leinwandschießerei noch nie so lustlos aus[…].“

„Obwohl Kevin Smith mit ‚Cop Out – Geladen und entsichert‘ erstmals nicht sein eigenes Drehbuch verfilmt, gelingt es ihm dennoch eine turbulente Komödie voller Irrwitz und Action auf unsere Leinwände zu bringen. Sonderlich viel Tiefgang darf nicht erwartet werden, dafür flotte Unterhaltung, die Freude bereitet.“

„Cop Out ist ein halbgarer Mix aus Parodie, Epigone und Throwback in klassische Buddy-Movie-Klischees, ohne dabei jedoch jemals das Niveau eines Lethal Weapon oder Die Hard 3 zu erreichen. Das liegt zufürderst natürlich am dürftigen Drehbuch, dem deutlich anzumerken ist, dass Smith nicht für die Dialoge verantwortlich war.“

„Der Versuch, einen Buddy-Cop-Actionfilm im Geist von Genrevorbildern der 1990er-Jahre zu inszenieren, scheitert: Als Hommage in den Actionsequenzen zu dilettantisch inszeniert, als Persiflage ohne selbstreferenziellen Witz und ironische Distanz, entpuppt sich die Komödie als nur wenig unterhaltsam.“

Mit einer Gesamtbewertung von 18 Prozent gilt der Film bei Rotten Tomatoes als “rotten”.